# Простір основних функцій
Простір основних функцій — структура, за допомогою якої будується простір узагальнених функцій (простір лінійних функціоналів на просторі основних функцій).
Узагальнені функції мають велике значення в математичній фізиці, а простір основних функцій використовується як основа для побудови узагальнених функцій (формально це область визначення відповідних узагальнених функцій). Диференціальні рівняння розглядаються у так званому слабкому сенсі, тобто розглядається не рівність у кожній точці, а рівність відповідних регулярних лінійних функціоналів на відповідному просторі основних функцій.
Зазвичай як простір основних функцій {\displaystyle {\mathcal {D}}(\Omega )} вибирається простір нескінченно диференційовних функцій з компактним носієм (так званих фінітних функцій) {\displaystyle C_{0}^{\infty }(\Omega )}, на якому вводиться така збіжність (а значить і топологія): послідовність {\displaystyle \left\{u_{j}\right\}_{j=1}^{\infty }\subset {\mathcal {D}}(\Omega )} збігається до {\displaystyle u\in {\mathcal {D}}(\Omega )}, якщо:
1. Функції {\displaystyle u_{j}} рівномірно фінітні, тобто {\displaystyle \exists K} — компакт у {\displaystyle \Omega } і в том числі {\displaystyle \forall j\;\mathrm {supp} \,u_{j}\subset K}.
2. {\displaystyle \forall \alpha \;D^{\alpha }u_{j}(x)\to D^{\alpha }u(x)} рівномірно за {\displaystyle x}.

Тут {\displaystyle \Omega } — обмежена область у {\displaystyle \mathbb {R} ^{n}}.